# Szigorúan nem palindrom számok
Egy szigorúan nem palindrom szám olyan n természetes szám, amely nem palindrom szám egyetlen b alapú számrendszerben sem, ahol 2 ≤ b ≤ n − 2. Például a 6 kettes számrendszerben 110, hármas számrendszerben 20, négyes számrendszerben pedig 12, melyek egyike sem palindrom – ezért a 6 szigorúan nem palindrom.
Egy másik példa, a 167 b (2 ≤ b ≤ 165) alapú számrendszerben:
| b                     | 2        | 3     | 4    | 5    | 6   | 7   | 8   | 9   | 10  | 11  | 12  | 13 | 14 | 15 | 16 | 17 | 18 | 19 | 20 | 21 | 22 | 23 | 24 | 25 | ... | 162 | 163 | 164 | 165 |
| 167 megfelelő alakja: | 10100111 | 20012 | 2213 | 1132 | 435 | 326 | 247 | 205 | 167 | 142 | 11B | CB | BD | B2 | A7 | 9E | 95 | 8F | 87 | 7K | 7D | 76 | 6N | 6H | ... | 15  | 14  | 13  | 12  |

melyek egyike sem palindrom, ezért a 167 is szigorúan nem palindrom.
A szigorúan nem palindrom számok sorozata így kezdődik:
0, 1, 2, 3, 4, 6, 11, 19, 47, 53, 79, 103, 137, 139, 149, 163, 167, 179, 223, 263, 269, 283, 293, 311, 317, 347, 359, 367, 389, 439, 491, 563, 569, 593, 607, 659, 739, 827, 853, 877, 977, 983, 997, 1019 … (A016038 sorozat az OEIS-ben)
Egy n szám esetében a szigorúan nem palindrom tulajdonság vizsgálata abból áll, hogy meg kell vizsgálni valamennyi alapra n − 2-ig. A felső határ a következők miatt áll fenn:
- bármely n ≥ 2 11-ként írandó n − 1-es számrendszerben, tehát n palindrom n − 1-es számrendszerben;
- bármely n ≥ 2 10-ként írandó n-es számrendszerben, tehát n nem palindrom n-es számrendszerben;
- bármely n ≥ 1 egyjegyű szám minden  b > n-es számrendszerben, ezért n palindrom minden ilyen számrendszerben.

A fentiekből látható, hogy az n − 2 mint felső korlát szükséges ahhoz, hogy matematikailag „érdekes” definíciót nyerjünk.
Például a 167-et a következőképp lehet átírni, ha b > 165:
| b                 | 166 | 167 | >167          |
| 167 átírt alakja: | 11  | 10  | egyjegyű szám |

Az n < 4 értékekre az alapok lehetséges értékei üres halmazzal egyenlők, ezért az ilyen számok triviálisan nem palindrom számok.

## Tulajdonságok
A 6-nál nagyobb szigorúan nem palindrom számok prímszámok. Könnyen belátható, hogy egy n > 6 összetett szám miért nem lehet szigorúan nem palindrom, mivel minden ilyen n számhoz megadható az a b alapszám, amire átírva n-et palindromot kapunk.
- Ha n páros, akkor n  22 (ami palindrom) alakba írható b = n/2 − 1 számrendszerben. (mivel n > 6, így n/2 − 1 > 2)

Egyéb esetben n páratlan. Legyen n = p · m, ahol p a legkisebb prímtényezője n-nek. Ekkor nyilvánvalóan p ≤ m. (Hiszen n összetett szám.)
- Ha p = m = 3, akkor n = 9, ami 1001 (palindrom) alakban felírható b = 2 számrendszerben.
- Ha p = m > 3, akkor n 121 (palindrom) alakban felírható b = p − 1 számrendszerben. (Mivel p > 3, ezért p − 1 > 2.)

A többi esetben p < m − 1. A p = m − 1 eset kizárható, hiszen tudjuk p-ről és m-ről is, hogy páratlan számok.
- Ekkor n felírható pp (kétjegyű szám, melynek mindkét számjegye p, palindrom) alakban b = m − 1 számrendszerben. (Mivel p < m − 1)

Könnyen ellenőrizhető, hogy a fenti esetek mindegyikében (1) a b alap a 2 ≤ b ≤ n − 2 tartományban marad és (2) minden palindrom ai számjegyei a 0 ≤ ai < b tartományban vannak, feltéve hogy n > 6. Ezek a feltételek nem mindig teljesülnek, ha n ≤ 6, ami megmagyarázza, hogy a nem prímszám 1, 4 és 6 számok hogyan lehetnek mégis szigorúan nem palindromak.
A fentiek szerint minden n > 6 szigorúan nem palindrom szám prímszám.